# (10823) Sakaguchi
(10823) Sakaguchi (1993 SM1) – planetoida z pasa głównego asteroid okrążająca Słońce w ciągu 3,49 lat w średniej odległości 2,3 j.a. Odkryta 16 września 1993 roku.